# Geelkeelapalis
De geelkeelapalis (Apalis flavigularis) is een zangvogel uit de familie Cisticolidae. De vogel werd in 1893 door George Ernest Shelley als aparte soort beschreven, maar daarna lang beschouwd als ondersoort van de halsbandapalis (A. thoracica). Het is een bedreigde, endemische vogelsoort in Malawi.

## Kenmerken
De vogel is 13 cm lang. Deze apalis is heldergeel op de buik en keel, op de flanken meer olijfkleurig groen, met een opvallende zwarte, vrij brede borstband. De kop is van boven donkergrijsbruin met een olijfkleurige waas, de oorstreek is donkergrijs en de rug en vleugels zijn groen.

## Verspreiding en leefgebied
Deze soort is endemisch in Malawi. De leefgebieden liggen in de hoogste bergen van het land in het zuiden, tussen de 1000 en 2400 meter boven zeeniveau. Ze leven in groenblijvend natuurlijk bos of secundair bos en bos en struikgewas langs rivieren, vaak waargenomen aan bosranden.

## Status
De geelkeelapalis heeft een beperkt verspreidingsgebied en daardoor is de kans op uitsterven aanwezig. De grootte van de populatie werd in 2016 door BirdLife International geschat op 1500 tot 7000 volwassen individuen en de populatie-aantallen nemen af door habitatverlies. Het leefgebied wordt aangetast door ontbossing waarbij natuurlijk bos wordt omgezet in gebied voor agrarisch gebruik en menselijke bewoning, mede veroorzaakt door het opnemen van vluchtelingen in de jaren 1990. Om deze redenen staat deze soort als bedreigd op de Rode Lijst van de IUCN.